# NGC 165
NGC 165 este o galaxie spirală situată în constelația Balena. A fost descoperită în 10 decembrie 1798 de către William Herschel. De asemenea, a fost observată încă o dată în anul 1882 de către Wilhelm Tempel.